# Оле Равна
Оле Нільсен Равна (норв. Ole Nilsen Ravna; 31 жовтня 1841, Карасьйок, Норвегія — 11 серпня 1906, Порсангер, Норвегія) — норвезький мандрівник (саам), оленяр і мандрівник.

## Біографія
Оле Нільсен Равна народився 31 жовтня 1841 р. у місті Карасьйок, Фіннмарк, Норвегія. Оскільки оленярство - звичайне заняття для саамів, він мав своє стадо оленів.
Може бути, ім'я Оле Равни залишилося би невідомим, але його життя змінилося, коли у 1888 році він приєднався до Гренландськой експедиції. Але її начальник, Нансен Фрітьйоф, був незадоволений ним, тому що Оле мав дружину та п'ять дітей. Крім того, у Равни була морська хвороба. Під час шторму, Оле Равна і Самуель Балто, якій теж був з Карасьйока, читали Новий Завіт на їхній мові.
У Гренландії членам експедиції довелося подолати довгий шлях через льодовик. Стан справ ускладнився з причини жорстокого клімату. Незважаючи на це, Оле Равна і Самуель Балто відчували себе добре. Нарешті, всій експедиції вдалося перетнути крижаний щит Гренландії. Але кораблів там вже не було. Експедиція залишилася в Гренландії зимувати.
15 квітня 1889 року шість учасників експедиції на пароплаві "Відбьйорн" залишили Гренландію. 21 травня вони прибули до м. Копенгаген, а 30 травня - до Христіанії. За участь в експедиції Оле Равна отримав срібну медаль від короля Оскара II у 1893 році.
У 1905 році Оле було шістдесят чотири роки, коли він з Ісаком Клємметсеном і Кнудом Расмуссеном знову відправився в Гренландію. Вони збиралися розвинути оленярство. 
Оле Нільсен Равна помер 11 серпня 1906 року в Порсангере, Норвегія. Він був похований на кладовищі Лаксельва. У 2011 році на згадку про нього і Самуеля Балто бив встановлений пам'ятник. 

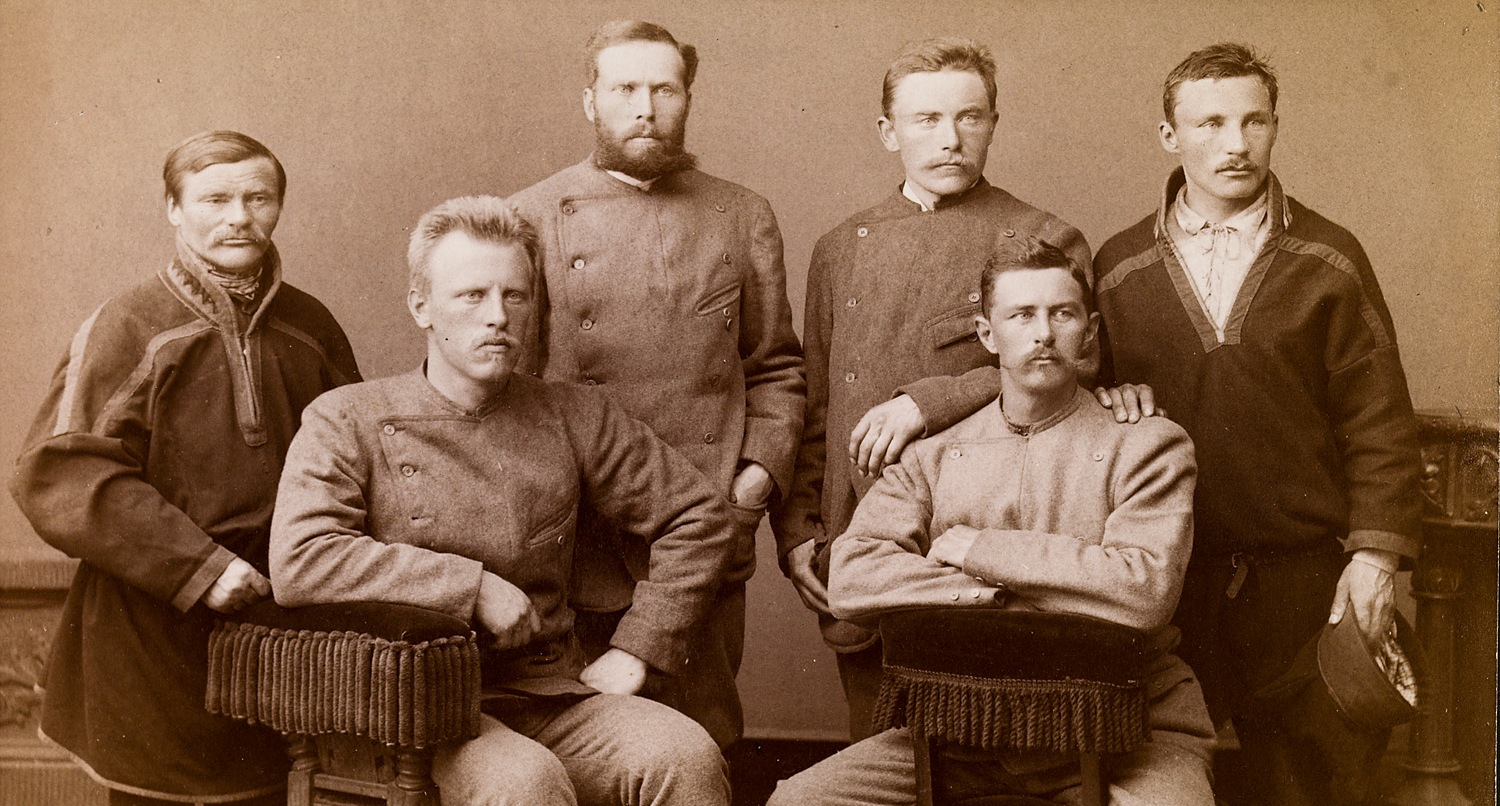
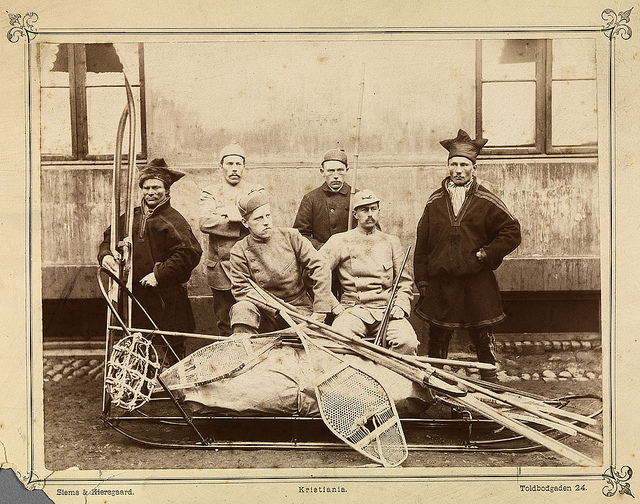
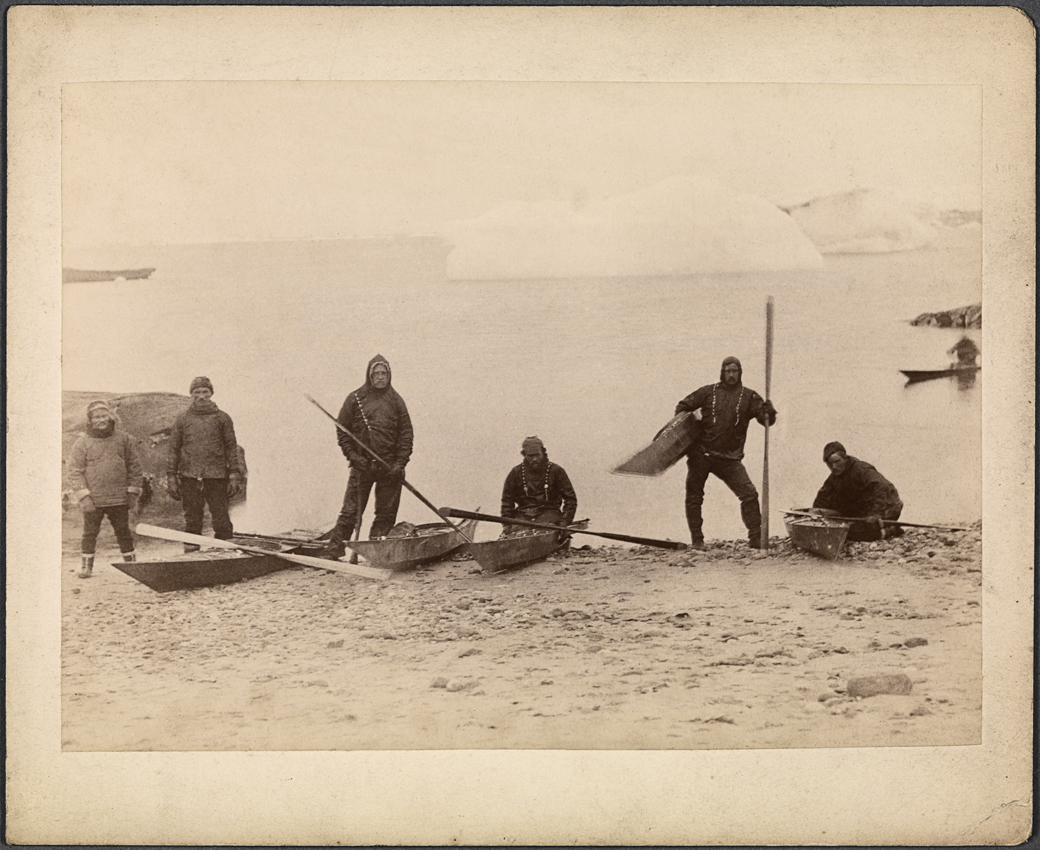
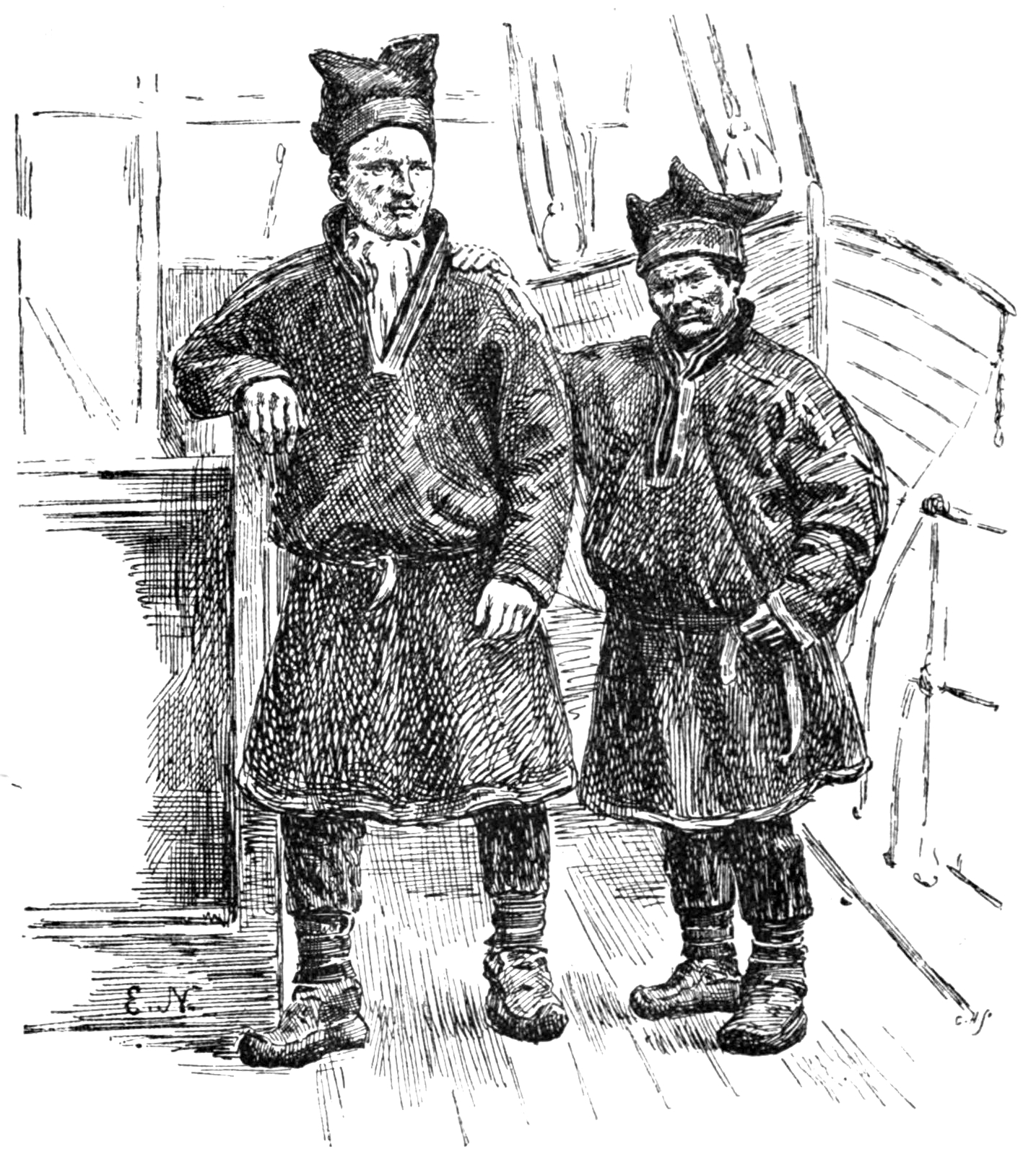
Самуель Балто і Оле Равна, якій теж народився в Карасьйоке.
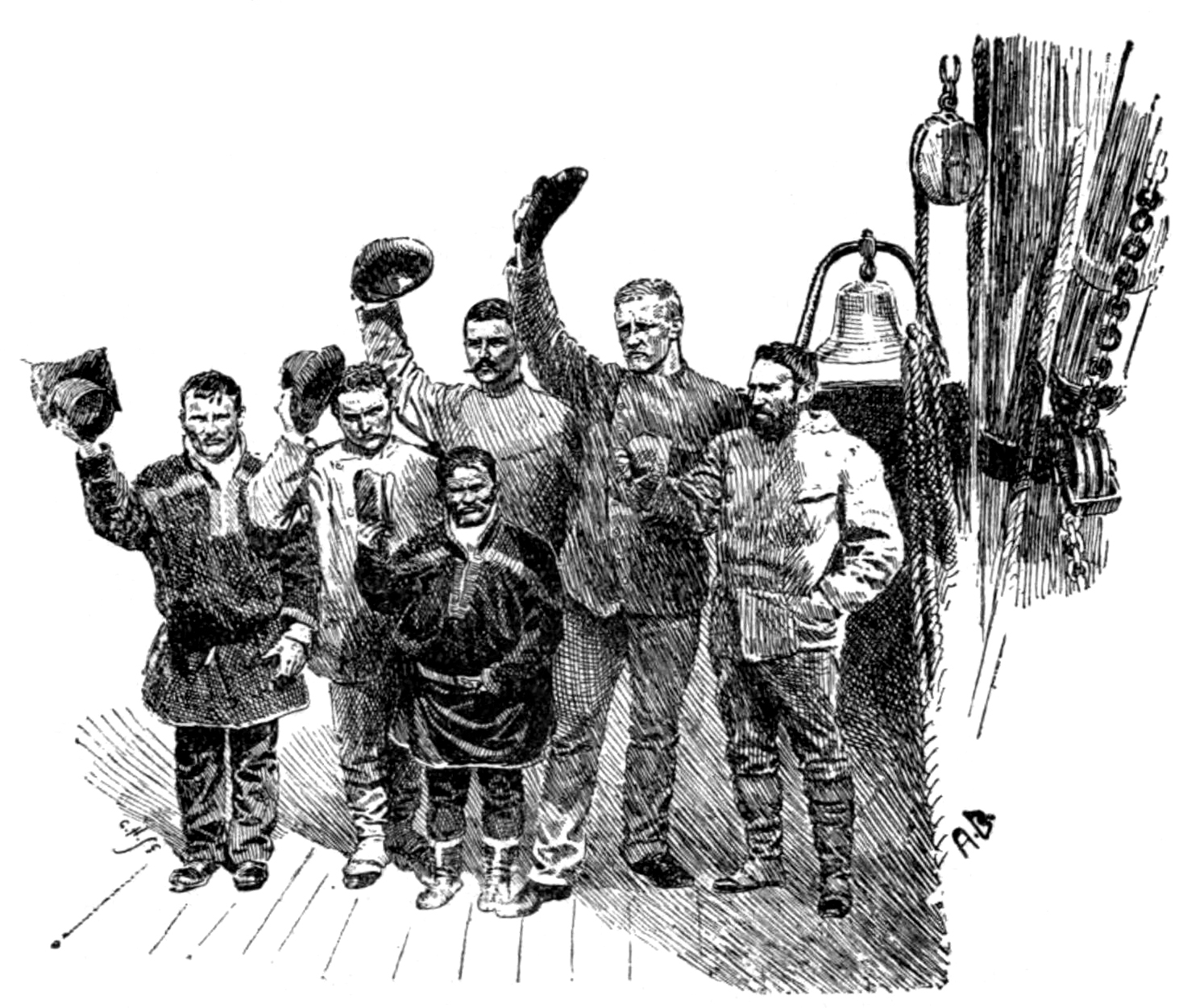